# Circonscription électorale de Tolède
Ne doit pas être confondu avec Circonscription autonomique de Tolède.
La circonscription électorale de Tolède est l'une des cinquante-deux circonscriptions électorales espagnoles utilisées comme divisions électorales pour les élections générales espagnoles.
Elle correspond géographiquement à la province de Tolède.

## Historique
Elle est instaurée en 1977 par la loi pour la réforme politique puis confirmée avec la promulgation de la Constitution espagnole qui précise à l'article 68 alinéa 2 que chaque province constitue une circonscription électorale.

## Congrès des députés

### Synthèse
|             |       | 1977 | 1979 | 1982 | 1986 | 1989 | 1993 | 1996 | 2000 | 2004 | 2008 | 2011 | 2015 | 2016 | 04/19 | 11/19 | 2023 |
| ----------- | ----- | ---- | ---- | ---- | ---- | ---- | ---- | ---- | ---- | ---- | ---- | ---- | ---- | ---- | ----- | ----- | ---- |
| UCD         |       | 2    | 3    |      |      |      |      |      |      |      |      |      |      |      |       |       |      |
| AP & alliés |       | 1    |      | 2    | 2    |      |      |      |      |      |      |      |      |      |       |       |      |
| PSOE        |       | 2    | 2    | 3    | 3    | 3    | 3    | 2    | 2    | 2    | 3    | 2    | 2    | 2    | 2     | 2     | 2    |
| PP          |       |      |      |      |      | 2    | 2    | 3    | 3    | 3    | 3    | 4    | 2    | 3    | 2     | 2     | 3    |
| Podemos     |       |      |      |      |      |      |      |      |      |      |      |      | 1    | 1    |       |       |      |
| Cs          |       |      |      |      |      |      |      |      |      |      |      |      | 1    |      | 1     |       |      |
| Vox         |       |      |      |      |      |      |      |      |      |      |      |      |      |      | 1     | 2     | 1    |
|             |       |      |      |      |      |      |      |      |      |      |      |      |      |      |       |       |      |
| Total       | Total | 5    | 5    | 5    | 5    | 5    | 5    | 5    | 5    | 5    | 6    | 6    | 6    | 6    | 6     | 6     | 6    |

### 1977
| Parti | Parti | Députés                                                  |
| ----- | ----- | -------------------------------------------------------- |
| PSOE  |       | Jerónimo Ros Campillo, Manuel Lucio Díaz-Marta y Pinilla |
| UCD   |       | Rafael Arias-Salgado, Gonzalo Payo                       |
| AP    |       | Licinio de la Fuente y de la Fuente                      |

### 1979
| Parti | Parti | Députés                                                    |
| ----- | ----- | ---------------------------------------------------------- |
| UCD   |       | Rafael Arias-Salgado, Gonzalo Payo, Gregorio Peláez Redajo |
| PSOE  |       | Francisco Ramos Fernández-Torrecilla, Jesús Fuentes Lázaro |

### 1982
| Parti  | Parti | Députés                                                                                  |
| ------ | ----- | ---------------------------------------------------------------------------------------- |
| PSOE   |       | Francisco Ramos Fernández-Torrecilla, Jesús Fuentes Lázaro, Ana María Abascal y Calabria |
| AP-PDP |       | Arturo García-Tizón, José Javier Pérez-Olivares y Pérez                                  |

### 1986
| Parti | Parti | Députés                                                                              |
| ----- | ----- | ------------------------------------------------------------------------------------ |
| PSOE  |       | Francisco Ramos Fernández-Torrecilla, Jesús Fuentes Lázaro, Ricardo Sánchez Candelas |
| CP    |       | Arturo García-Tizón, Gonzalo Robles Orozco                                           |

### 1989
| Parti | Parti | Députés                                                                             |
| ----- | ----- | ----------------------------------------------------------------------------------- |
| PSOE  |       | Juan Pedro Hernández Moltó, María del Carmen Blázquez Martínez, Isidro Flores López |
| PP    |       | José Manuel Molina, Rogelio Baón Ramírez                                            |

- José Manuel Molina (PP) est remplacé en juin 1991 par José Lara Alén.
- María Blázquez (PSOE) est remplacée en septembre 1991 par Agustín Esteban Gómez.

### 1993
| Parti | Parti | Députés                                                                               |
| ----- | ----- | ------------------------------------------------------------------------------------- |
| PSOE  |       | Juan Pedro Hernández Moltó, Alfredo Pérez Rubalcaba, María del Carmen Moreno González |
| PP    |       | Isabel Tocino, Valentín Bravo Martín-Pintado                                          |

### 1996
| Parti | Parti | Députés                                                                              |
| ----- | ----- | ------------------------------------------------------------------------------------ |
| PP    |       | Isabel Tocino, José Antonio Bermúdez Alonso, Alejandro Francisco Ballestero de Diego |
| PSOE  |       | Juan Pedro Hernández Moltó, Adolfo González Revenga                                  |

- José Antonio Bermúdez (PP) est remplacé en juin 1999 par Jesús García Cobacho.
- Juan Pedro Hernández (PSOE) est remplacé en novembre 1999 par María Ángeles Vázquez Pérez.

### 2000
| Parti | Parti | Députés                                                                         |
| ----- | ----- | ------------------------------------------------------------------------------- |
| PP    |       | Isabel Tocino, Alejandro Francisco Ballestero de Diego, Miguel Organero Serrano |
| PSOE  |       | Joaquín Manuel Sánchez Garrido, Raquel de la Cruz Valentín                      |

- Isabel Tocino (PP) est remplacée en juillet 2002 par Juan Antonio Muñoz Gallego.

### 2004
| Parti | Parti | Députés                                                                    |
| ----- | ----- | -------------------------------------------------------------------------- |
| PP    |       | Ana Palacio, Alejandro Francisco Ballestero de Diego, Francisco Vañó Ferre |
| PSOE  |       | Alejandro Alonso Núñez, Raquel de la Cruz Valentín                         |

- Ana Palacio (PP) est remplacée en septembre 2006 par Vicente Tirado Ochoa.
  - Vicente Tirado (PP) est remplacé en juin 2007 par Miguel Ángel de la Rosa Martín.

### 2008
| Parti | Parti | Députés                                                                            |
| ----- | ----- | ---------------------------------------------------------------------------------- |
| PP    |       | Arturo García-Tizón, Alejandro Francisco Ballestero de Diego, Francisco Vañó Ferre |
| PSOE  |       | José Bono, Guadalupe Martín González, Alejandro Alonso Núñez                       |

### 2011
| Parti | Parti | Députés                                                                              |
| ----- | ----- | ------------------------------------------------------------------------------------ |
| PP    |       | Arturo García-Tizón, Agustín Conde Bajén, Francisco Vañó Ferre, Rocío López González |
| PSOE  |       | Alejandro Alonso Núñez, Guadalupe Martín González                                    |

### 2015
| Parti   | Parti | Députés                                                |
| ------- | ----- | ------------------------------------------------------ |
| PP      |       | María Dolores de Cospedal, Arturo García-Tizón         |
| PSOE    |       | Guadalupe Martín González, José Miguel Camacho Sánchez |
| Cs      |       | Ramón Luis Molinary Malo                               |
| Podemos |       | Gloria Elizo                                           |

### 2016
| Parti   | Parti | Députés                                                           |
| ------- | ----- | ----------------------------------------------------------------- |
| PP      |       | María Dolores de Cospedal, Arturo García-Tizón, José Jaime Alonso |
| PSOE    |       | Guadalupe Martín González, José Miguel Camacho Sánchez            |
| Podemos |       | Gloria Elizo                                                      |

- María Dolores de Cospedal (PP) est remplacée en novembre 2018 par Paco Vañó.

### Avril 2019
| Parti | Parti | Députés                                      |
| ----- | ----- | -------------------------------------------- |
| PSOE  |       | Sergio Gutiérrez Prieto, Esther Padilla Ruiz |
| PP    |       | Vicente Tirado Ochoa, Carmen Riolobos        |
| Cs    |       | Juan Carlos Girauta                          |
| Vox   |       | Manuel Mariscal Zabala                       |

### Novembre 2019
| Parti | Parti | Députés                                              |
| ----- | ----- | ---------------------------------------------------- |
| PSOE  |       | Sergio Gutiérrez Prieto, Esther Padilla Ruiz         |
| PP    |       | Vicente Tirado Ochoa, Carmen Riolobos                |
| Vox   |       | Manuel Mariscal Zabala, Inés María Cañizares Pacheco |

### 2023
| Parti | Parti | Députés                                                                    |
| ----- | ----- | -------------------------------------------------------------------------- |
| PP    |       | José Manuel Velasco Retamosa, María Pilar Alía Aguado, Agustín Conde Bajén |
| PSOE  |       | Sergio Gutiérrez Prieto, Milagros Tolón                                    |
| Vox   |       | Manuel Mariscal Zabala                                                     |

- Milagros Tolón (PSOE) est remplacée le 19 décembre 2023 par Jesús Mayoral Pérez.

## Sénat

### Synthèse
|             |       | 1977 | 1979 | 1982 | 1986 | 1989 | 1993 | 1996 | 2000 | 2004 | 2008 | 2011 | 2015 | 2016 | 04/19 | 11/19 | 2023 |
| ----------- | ----- | ---- | ---- | ---- | ---- | ---- | ---- | ---- | ---- | ---- | ---- | ---- | ---- | ---- | ----- | ----- | ---- |
| UCD         |       | 2    | 3    |      |      |      |      |      |      |      |      |      |      |      |       |       |      |
| AP & alliés |       |      |      | 1    | 1    |      |      |      |      |      |      |      |      |      |       |       |      |
| PSOE        |       | 2    | 1    | 3    | 3    | 3    | 3    | 1    | 1    | 1    | 1    | 1    | 1    | 1    | 3     | 2     | 1    |
| PP          |       |      |      |      |      | 1    | 1    | 3    | 3    | 3    | 3    | 3    | 3    | 3    | 1     | 2     | 3    |
|             |       |      |      |      |      |      |      |      |      |      |      |      |      |      |       |       |      |
| Total       | Total | 4    | 4    | 4    | 4    | 4    | 4    | 4    | 4    | 4    | 4    | 4    | 4    | 4    | 4     | 4     | 4    |

### 1977
| Parti | Parti | Sénateurs                                                           |
| ----- | ----- | ------------------------------------------------------------------- |
| PSOE  |       | Gregorio Peces-Barba del Brío, Francisco Ramos Fernández-Torrecilla |
| UCD   |       | Fernando Chueca y Goitia, Fernando Rojas Gómez                      |

### 1979
| Parti | Parti | Sénateurs                                                                        |
| ----- | ----- | -------------------------------------------------------------------------------- |
| UCD   |       | Juan González y Serrano, Leopoldo Sepúveda Muñoz, María Jesús Torres y Fernández |
| PSOE  |       | Manuel Lucio Díaz-Marta Pinilla                                                  |

### 1982
| Parti  | Parti | Sénateurs                                                                     |
| ------ | ----- | ----------------------------------------------------------------------------- |
| PSOE   |       | Manuel Lucio Díaz-Marta Pinilla, Eladio Luján Agudo, Ricardo Sánchez Candelas |
| AP-PDP |       | Enrique Prieto Carrasco                                                       |

### 1986
| Parti | Parti | Sénateurs                                                     |
| ----- | ----- | ------------------------------------------------------------- |
| PSOE  |       | Alfredo Arija Hernández, Eladio Luján Agudo, Pablo Tello Díaz |
| CP    |       | Fernando Chueca Aguinaga                                      |

### 1989
| Parti | Parti | Sénateurs                                                         |
| ----- | ----- | ----------------------------------------------------------------- |
| PSOE  |       | Alfredo Arija Hernández, Jesús Fuentes Lázaro, Eladio Luján Agudo |
| PP    |       | César de Miguel López                                             |

- Jesús Fuentes (PSOE) est remplacé en septembre 1991 par Federico Carpio de la Peña.

### 1993
| Parti | Parti | Sénateurs                                                                   |
| ----- | ----- | --------------------------------------------------------------------------- |
| PSOE  |       | Alfredo Arija Hernández, Rafael Martín Sánchez, María Victoria Pérez Maestu |
| PP    |       | Mariano Álvarez Gutiérrez                                                   |

- Rafael Martín (PSOE) est remplacé en septembre 1995 par Leopoldo Herrero Ruiz.

### 1996
| Parti | Parti | Sénateurs                                                                |
| ----- | ----- | ------------------------------------------------------------------------ |
| PP    |       | Tomás Burgos Beteta, José Gutiérrez Ruiz, Jesús María Ruiz-Ayúcar Alonso |
| PSOE  |       | Manuel Goya Burgués                                                      |

### 2000
| Parti | Parti | Sénateurs                                                            |
| ----- | ----- | -------------------------------------------------------------------- |
| PP    |       | Tomás Burgos Beteta, María Remedios Gámez Mata, Vicente Tirado Ochoa |
| PSOE  |       | José Miguel Camacho Sánchez                                          |

### 2004
| Parti | Parti | Sénateurs                                                      |
| ----- | ----- | -------------------------------------------------------------- |
| PSOE  |       | José Miguel Camacho Sánchez, Francisco Javier Castaño del Olmo |
| PP    |       | Tomás Burgos Beteta, Agustín Conde Bajén                       |

### 2008
| Parti | Parti | Sénateurs                                                 |
| ----- | ----- | --------------------------------------------------------- |
| PP    |       | Tomás Burgos Beteta, Agustín Conde Bajén, Carmen Riolobos |
| PSOE  |       | José Miguel Camacho Sánchez                               |

- Carmen Riolobos (PP) est remplacée en juin 2011 par Raquel Moreno González.

### 2011
| Parti | Parti | Sénateurs                                                               |
| ----- | ----- | ----------------------------------------------------------------------- |
| PP    |       | Tomás Burgos Beteta, Carmen Riolobos, Juliana Fernández-Cueva Lominchar |
| PSOE  |       | José Miguel Camacho Sánchez                                             |

### 2015
| Parti | Parti | Sénateurs                                                     |
| ----- | ----- | ------------------------------------------------------------- |
| PP    |       | Carmen Riolobos, Tomás Burgos Gallego, Jesús Labrador Encinas |
| PSOE  |       | Félix Ortega Fernández                                        |

### 2016
| Parti | Parti | Sénateurs                                                     |
| ----- | ----- | ------------------------------------------------------------- |
| PP    |       | Carmen Riolobos, Tomás Burgos Gallego, Jesús Labrador Encinas |
| PSOE  |       | Félix Ortega Fernández                                        |

### Avril 2019
| Parti | Parti | Sénateurs                                                                |
| ----- | ----- | ------------------------------------------------------------------------ |
| PSOE  |       | Félix Ortega Fernández, Montserrat Muro Martín, José Manuel Tofiño Pérez |
| PP    |       | José Julián Gregorio López                                               |

### Novembre 2019
| Parti | Parti | Sénateurs                                           |
| ----- | ----- | --------------------------------------------------- |
| PP    |       | José Julián Gregorio López, María Pilar Alía Aguado |
| PSOE  |       | Félix Ortega Fernández, Montserrat Muro Martín      |

### 2023
| Parti | Parti | Sénateurs                                                           |
| ----- | ----- | ------------------------------------------------------------------- |
| PP    |       | Vicente Tirado Ochoa, Israel Roberto Pérez Jiménez, Carmen Riolobos |
| PSOE  |       | José Manuel Tofiño Pérez                                            |